# Gare de Voiron
Gare de Voiron vasútállomás Franciaországban, Voiron településen.

## Vasútvonalak
Az állomást az alábbi vasútvonalak érintik:
- Lyon-Perrache-Grenoble-Marseille-vasútvonal

## Kapcsolódó állomások
A vasútállomáshoz az alábbi állomások vannak a legközelebb:
- Gare de Réaumont - Saint-Cassien (Lyon-Perrache pályaudvar)
- Gare de Moirans (Gare de Marseille-Saint-Charles)
- Gare de Grenoble
- Gare de Saint-André-le-Gaz